# Katharina Kiefer
Pour les articles homonymes, voir Kiefer.
Katharina Kiefer née le 3 août 1998, est une joueuse allemande de hockey sur gazon.

## Carrière
Elle a fait ses débuts en équipe première le 12 mai 2021 contre la Grande-Bretagne à Londres lors de la Ligue professionnelle 2020-2021.

## Palmarès
- : 3e à l'Euro U21 2019.